# كين هام
كينيث ألفريد هام (بالإنجليزية: Kenneth Alfred "Ken" Ham)‏ وهو مسيحي أسترالي المولد أمريكي الجنسية ولد في يوم 20 أكتوبر 1951 في مدينة كيرنز، كوينزلاند في أستراليا، وهو مؤمن بنظرية خلق الأرض الفتية حسب سفر التكوين في الكتاب المقدس ورئيس جمعية الأجوبة في سفر التكوين ولاهوت الخلق وهو مؤمن أيضاً بقصر عُمر الكون وأن عمر الكون الحقيقي كما يقول هو حوالي 6000 سنة حسب سفر التكوين ، وقد أنشأ متحف الخلق في مدينة كنتاكي في الولايات المتحدة وقد ناظر أشهر المدافعين عن نظرية التطور منهم بيل نآي.